# Antiracotis apodosima
Antiracotis apodosima là một loài bướm đêm trong họ Geometridae.